# ジェイソン・グールド
ジェイソン・グールド（Jason Gould, 1966年12月29日 - ）は、アメリカ合衆国出身の俳優である。

## 出演作品

### 映画
- ブラック・シー・レイド2
- サウス・キャロライナ/愛と追憶の彼方（ベルナード・ウッドラフ）
- セイ・エニシング
- ケビン・ベーコンのハリウッドに挑戦!!